# Agreenium
 (décembre 2021).
Agreenium est une organisation française de coopération pour l'agriculture, l'alimentation, l'environnement et la santé globale.

## Du consortium Agreenium à l'IAVFF puis à l'Alliance Agreenium
Agreenium a été créé par un décret du 7 mai 2009 sous le statut d’un établissement public de coopération scientifique (EPCS). Son activité s'exerçait d'abord à l'international sous la forme de partenariats entre des établissements d'enseignement supérieur et des organismes de recherche.
Un consortium de six établissements (Inra, Cirad, AgroParisTech, Montpellier SupAgro, Agrocampus Ouest, École nationale vétérinaire de Toulouse), auquel se sont ajoutés deux autres établissements en 2012 (Agrosup Dijon et Bordeaux Sciences Agro) a rapidement lancé des premières actions de coopération, visant d'abord la mise en visibilité internationale du dispositif de recherche et d'enseignement supérieur dans le champ de l'agriculture, puis la coopération dans la réponse à des appels d'offres internationaux ou dans la diffusion des savoirs via les outils numériques.
La loi relative à l'enseignement supérieur et à la recherche du 22 juillet 2013 prévoit la disparition des EPCS et leur transformation en communauté d'universités et établissements (COMUE). Les organismes tels qu'Agreenium qui n'ont pas vocation à s'insérer dans ce statut disposaient d'un délai de deux ans pour adopter une autre forme juridique.
L'article 64 de la loi n° 2014-1170 du 13 octobre 2014 d’avenir pour l’agriculture, l’alimentation et la forêt insère dans le code rural et de la pêche maritime les articles L. 812-7 à L. 812-9 ayant pour objet de fixer les missions et la gouvernance de l’Institut agronomique, vétérinaire et forestier de France (IAVFF) qui succède au Consortium,.
La création de cet institut fait suite à deux rapports, l’un confié à M. Bernard Chevassus-au-Louis sur les suites à donner à Agreenium, l’autre à M. Stéphane Martinot, ancien directeur général de Vet Agro Sup sur la coopération entre les quatre écoles nationales vétérinaires (ENV). Ce dernier recommandait la création d’un établissement public distinct réunissant les ENV.
La loi lui assigne un certain nombre de chantiers obligatoires : la coopération sur la formation agronomique, la formation des vétérinaires et d’animer un réseau relatif à la formation des personnels enseignants et d’encadrement de l’enseignement technique agricole. L’Institut doit permettre à ses membres de définir des stratégies de formation et de recherche déclinées au travers de projets communs au niveau national, européen et international. Les travaux préparatoires et les débats parlementaires montrent l’absence d’intention de faire de cet institut un réceptacle d’une éventuelle fusion des établissements membres. En revanche, l'institut peut être accrédité par les ministres chargés de l'agriculture et de l'enseignement supérieur pour délivrer des diplômes nationaux dans les domaines correspondant aux compétences spécifiques de ses membres. 
En 2019, le Ministre chargé de l'agriculture a souhaité réaliser un bilan du fonctionnement de l'IAVFF. Le résultat de son action de 2015 à 2019 a montré tout l'intérêt de cet outil de coopération, mais qu'il fallait faire évoluer la structure juridique, compte tenu de la lourdeur de fonctionnement d'un établissement public. Il en est ressorti le souhait collectif de poursuivre les missions portées par Agreenium, mais dans une structure plus légère, adossé sur le plan administratif et financier à un des établissements membres. La loi de programmation de la recherche pour les années 2021 à 2030 dissout l'Institut au 1er janvier 2021 et Agreenium devient une Alliance, sous forme d'une unité de service d'Institut national de recherche pour l'agriculture, l'alimentation et l'environnement (INRAE).
Agreenium est également une marque déposée à l’INPI en 2010 par l'INRA. 

## Organisation et fonctionnement
L'Alliance Agreenium a son siège au 42 rue Scheffer, à Paris 16e, dans des locaux mis à sa disposition par le Cirad. Il dispose également d'autres locaux annexes à Dijon, Paris et Montpellier mis à disposition respectivement par Agrosup Dijon, l’INRAE et le Cirad.
A la fin de l’année 2015, il réunissait une petite équipe d’une quinzaine de personnes (13,8 ETPT) dont deux seulement étaient rémunérées sur le budget de l’Institut. Les autres étaient des agents publics affectés par le ministère chargé de l'agriculture (5 ETPT) ou mis à disposition par l’INRAE (4 ETPT) et le Cirad (2,8 ETPT). En 2015, son budget s'est élevé à 696 000 euros en recettes et 413 000 euros en dépenses, dont une subvention de 250 k€ du programme 142, anciennement dévolue aux pôles de compétences territoriaux des écoles

## Les membres de l'Alliance
L'institut rassemble les 12 membres suivants, dont 10 établissements d'enseignement supérieur et 2 organismes de recherche
- 10 établissements d’enseignement supérieur dont 2 membres qui ont rejoint l’alliance par délibération, l’Université de Lorraine (Ensaia et Enstib)
- 2 organismes de recherche : l'INRAE et le Cirad.